# Алі-Абадсара
Алі-Абадсара (перс. علي ابادسرا) — село в Ірані, у дегестані Лат-Лайл, у бахші Отаквар, шагрестані Лянґаруд остану Ґілян. За даними перепису 2006 року, його населення становило 93 особи, що проживали у складі 25 сімей.